# Malaxis roblesgiliana
Malaxis roblesgiliana là một loài thực vật có hoa trong họ Lan. Loài này được R.González mô tả khoa học lần đầu tiên năm 1998.